# Detacheringsbureau
Een detacheringsbureau is een bedrijf dat mensen in dienst neemt om ze tegen een vergoeding tijdelijk bij andere bedrijven of organisaties te laten werken. Op die manier kan voorzien worden in de behoefte aan tijdelijke extra capaciteit in geval van ziekte, vervanging of (seizoens)drukte of specialisten voor een bepaald project.

## Specialisatie
Detacheringsbureaus zijn vaak gespecialiseerd in medewerkers voor een bepaalde branche, bijvoorbeeld  techniek, ict, zorg en welzijn, communicatie, etc. 

## Diensten
Detacheringsbureaus kunnen in beginsel drie diensten leveren:
- Werving & Selectie: hierbij zoekt men een geschikte medewerker die direct in dienst treedt bij de opdrachtgever. De betrokkenheid van het detacheringsbureau is daarmee beëindigd.
- Detavast: hierbij blijft de medewerker gedurende 2080 uur in dienst van het detacheringsbureau, na 2080 gewerkt uren kan de professional in dienst treden bij de opdrachtgever. Deze dienst ligt tussen detachering en Werving & Selectie in.
- Detachering: het tijdelijk beschikbaar stellen van medewerkers, die in dienst zijn van het detacheringsbureau. Bij detachering komt de gedetacheerde dus niet in dienst van de opdrachtgever.

## Contracten
Er is een aantal contractvormen waar detacheringsbureaus mee werken, dit zijn: een contract met uitzendbeding, een contract voor bepaalde tijd en een contract voor onbepaalde tijd. Een contract met uitzendbeding is een flexibele uitzendovereenkomst en officieel valt dit onder uitzenden, maar het komt nog regelmatig voor dat detacheringsbureaus deze aan een medewerker geven. Een bepaalde tijd contract is bijvoorbeeld een contract voor 6 maanden, en kent dus een begin- en een einddatum. Als laatste is er een contract voor onbepaalde tijd ofwel een vast contract zonder einddatum.

## Voordelen
Er is een aantal voordelen voor organisaties om te werken met een detacheringsbureau. Indien een organisatie (tijdelijk) behoefte heeft aan extra capaciteit op het gebied van personen -door ziekte, vervanging of drukte- aan extra capaciteit, kan een detacheringsbureau uitkomst bieden. Een detacheringsbureau heeft namelijk op korte termijn gekwalificeerde, goed opgeleide professionals beschikbaar die voor korte of langere periode ingehuurd kunnen worden. Het detacheringsbureau blijft juridisch werkgever, dus dat betekent dat de opdrachtgever niet verantwoordelijk is voor de afdracht van werkgeverslasten en voor de werkgeversrisico’s, zoals ziekte, reiskosten, begeleiding, training en verzekeringen. Mede hierdoor is het inhuren van professionals via een detacheringsbureau duurder dan het inhuren van personeel via een uitzendbureau. Daarentegen kan de opdrachtgever wel op korte termijn af van de gedetacheerde medewerkers, en blijft dus flexibel. 

## Nadelen
Een detacheringsbureau kost per werknemer meer dan een werknemer die in vaste dienst werkt. Voor het detacheringsbureau is er het nadeel dat wanneer er voor een werknemer geen opdrachten beschikbaar zijn deze toch doorbetaald moet worden. Dit in tegenstelling tot bij een uitzendbureau.